# Прапор Сардинії
Прапор Сардинії (сард. bandera de sa Sardigna, bandera sarda, Sa pandhela de sa Sarđhinna), що називається прапором чотирьох маврів або просто чотирма маврами (італ. I quattro mori; сард. Sos bator moros та Is cuatru morus), представляє та символізує острів Сардинія (Італія) та його населення. Це також був історичний прапор і герб арагонського, потім іспанського, а пізніше савойського Сардинського королівства. Вперше він був офіційно прийнятий автономною областю в 1950 році з переглядом у 1999 році, описуючи його як «біле поле з червоним хрестом і головою мавра у пов'язці, зверненою вліво (край близько до щогли) у кожній чверті» (Регіональний закон від 15 квітня 1999 р., П. 10, ст. 1).
Прапор складається з Хреста Святого Юрія та чотирьох голів маврів, які в минулому, можливо, мали зав'язані очі та були повернуті вліво. Але вже добре збережені зображення з XVI століття чітко показують пов'язку на лобі (див. Галерею нижче). Найбільш прийнята гіпотеза полягає в тому, що голови символізували голови мавританських князів, переможених арагонцями, оскільки вперше вони з'явилися на печатках Арагону в ХІІІ столітті — хоча з бородою і без пов'язки, що суперечить маврам прапора Сардинії, який вперше з'явився у рукописі другої половини XIV століття.

## Історія

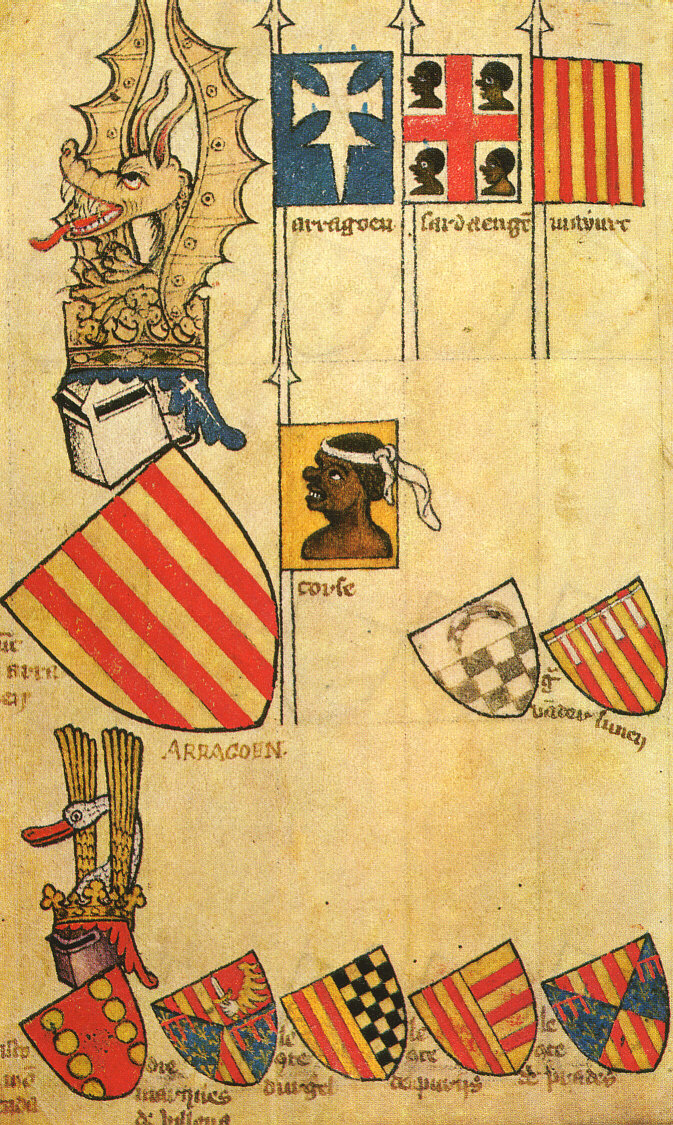
Перше зображення прапора Сардинії. Рукопис Желре, друга половина XIV століття, С. 62

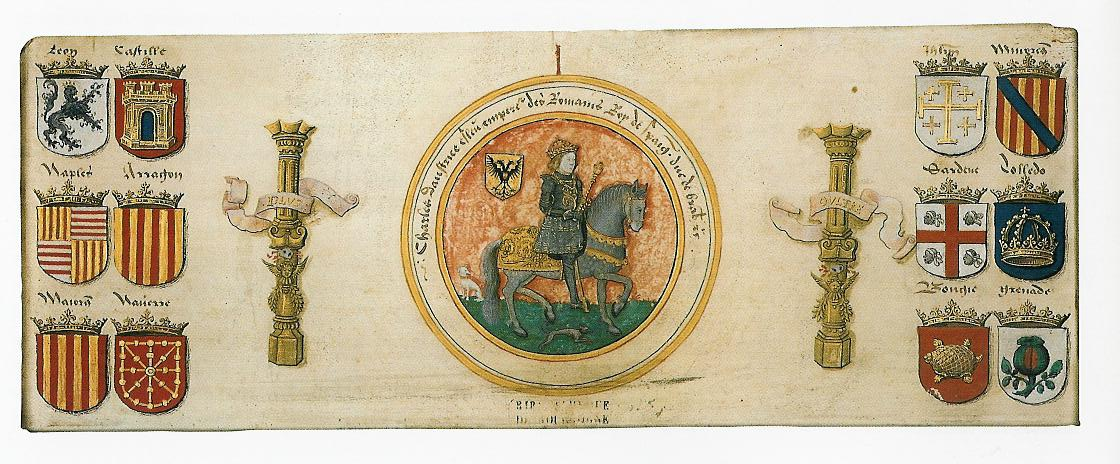
Герб Карла V та його королівств

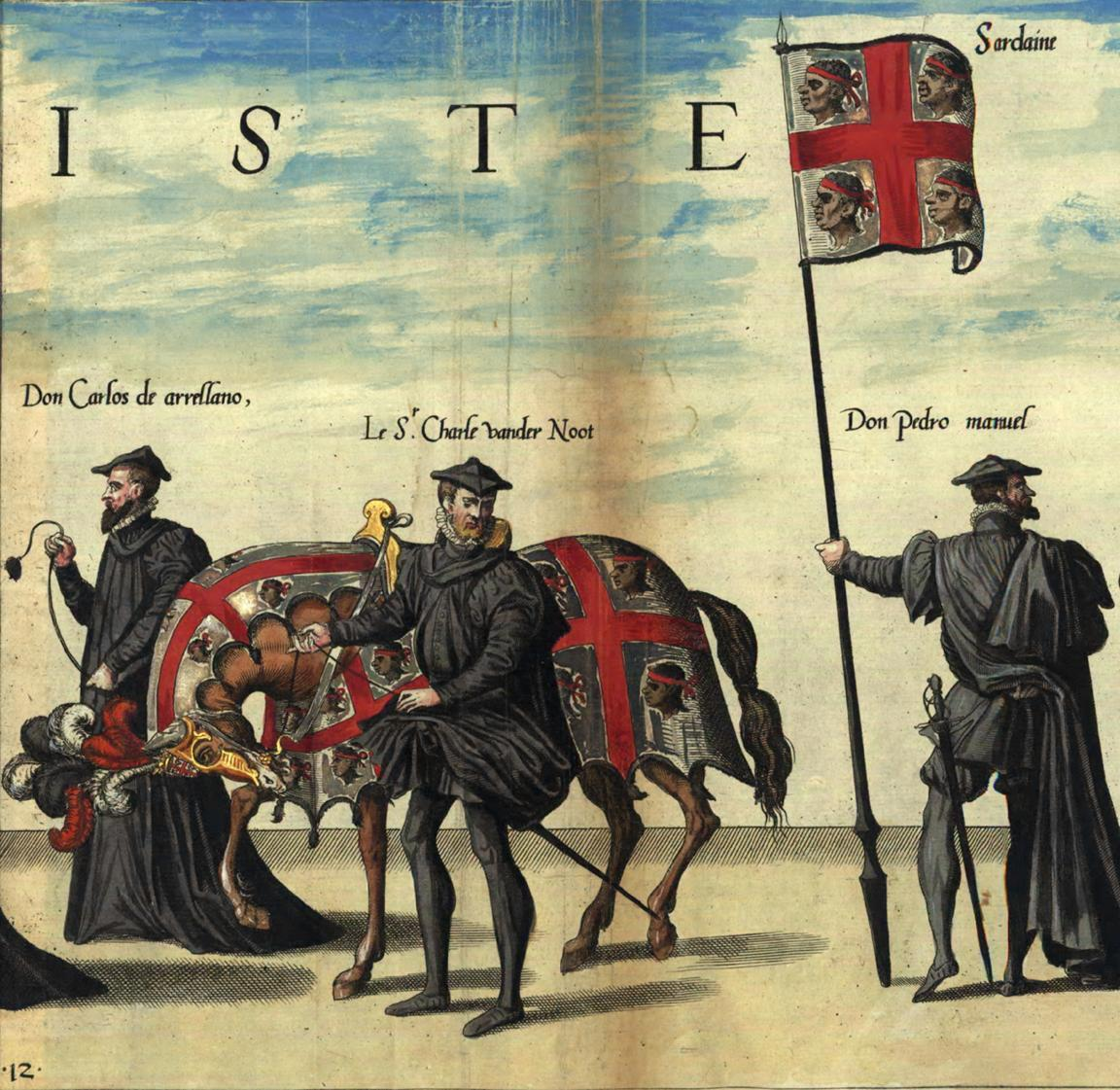
Прапор XVI століття з процесії та похорону Карла V

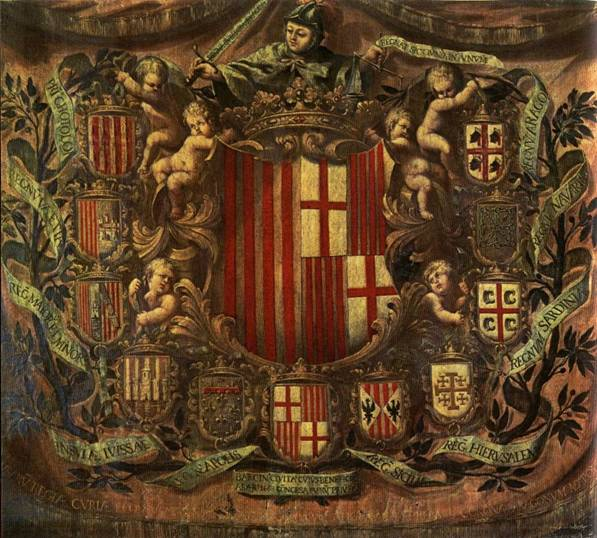
Апотеоз Геральдика 1681 р. Музей Історії де ла Сьюдад, Барселона. Зображення чотирьох маврів Сардинії відрізняється від зображень Арагона: перші мають лише пов'язку на лобі, другі — вінчані та бородаті.

Найдавніший сертифікований геральдичний символ хреста Святого Юрія з чотирма маврами в кожній чверті, відомий як Хрест Алькораза, датується 1281 роком і використовувався Королівською канцелярією Педро III Арагонського як герб короля на печатках. У ХІІІ столітті голови маврів не мали пов'язок на голові і були бородаті; герб Сардинії ніколи таким не був.
Після заснування Сардинського королівства в 1326 році воно увійшло до складу Арагонської корони. Це зображення вживали на печатках королі Якова II (1326), Альфонсо Беніньо (1327—1336) та Педро I (1336—1387). Деякі зразки зберігаються в Історичному архіві міста Кальярі. Деякі екземпляри збереглися в Історичному архіві міста Гельре. Деякі зразки збереглися в Історичному архіві міста. У 1509 р. В іншій Португальській збройовій книзі (Livro do Armeiro-mor) Сардинія представлена лише хрестом Святого Георгія.
Чотири маври починають послідовно використовувати як символ Королівства Сардинії за часів католицьких монархів, і особливо з часів імператора Карла V. На Сардинії перша безпечна атестація герба знаходиться на обкладинці Актів військового підрозділу парламенту Сардинії, Капітолій де Корт дель Стамент Мілітар де Серденя, надрукованих у Кальярі 1591 року. Протягом усього періоду Іберійських монархій шанували оригінальний дизайн пов'язок на чолі.
Дизайн з маврами з зав'язаними очима, зверненими ліворуч, вперше з'явився у 1800 році, після того, як Сардинія перейшла до Савойського роду. Це сталося або через помилку переписувача, або, подібно до прапора Корсики за попередній період французького панування, навмисного протесту проти правителів материка. Він став офіційним прапором регіону згідно з указом від 5 липня 1952 року. У 1999 році спеціальний регіональний закон змінив прапор із версії, прийнятої під правлінням Савойї, на оригінальну.

## Легендарне походження

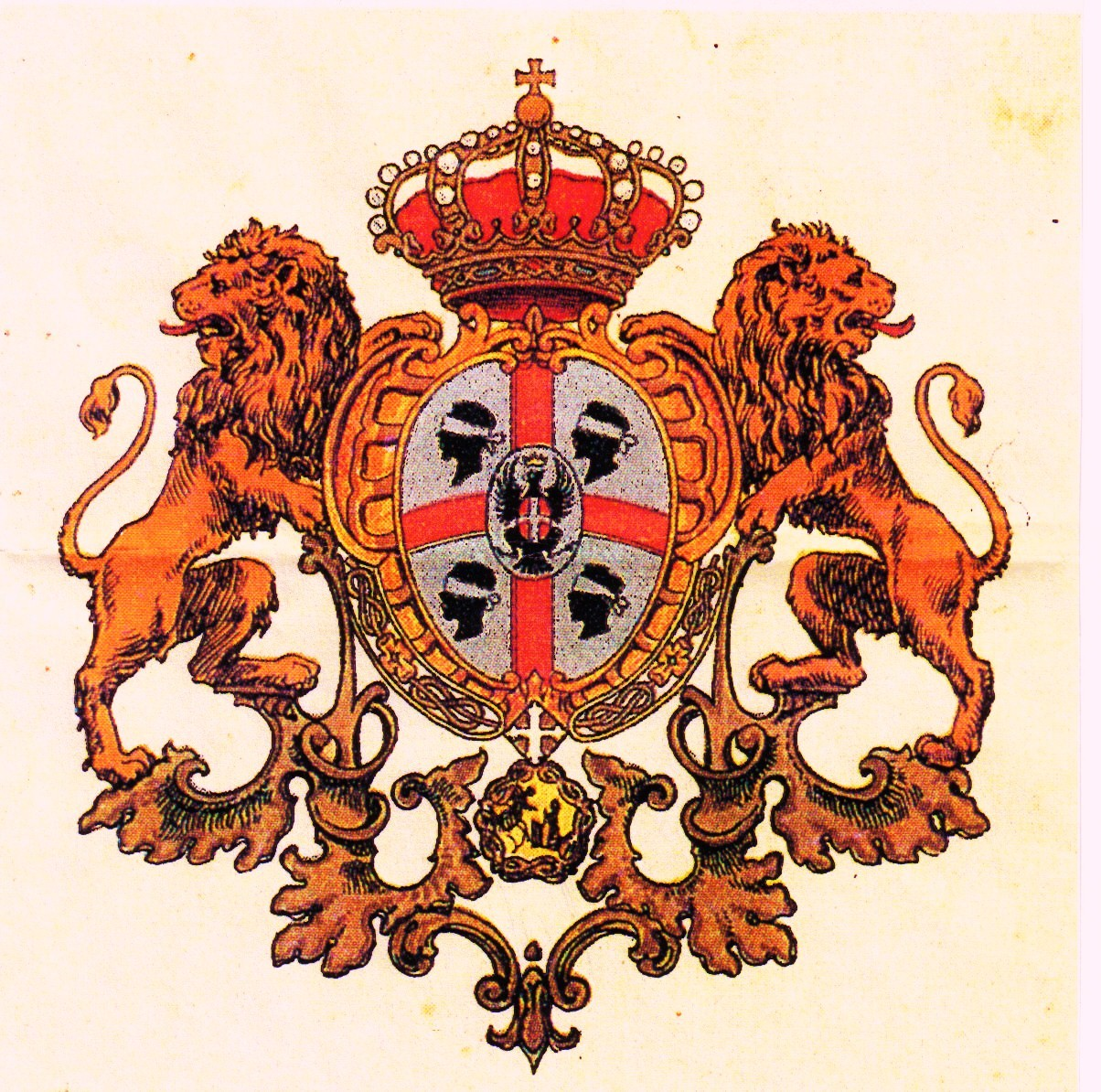
Герб ХХ століття, прийнятий бригадою сардинських солдатів Бригати Сассарі під час Першої світової війни

Існують окремі іспанські та сардинські традиції, що пояснюють походження прапора, і серед вчених немає єдиної думки щодо правильності. Згідно з іспанською традицією, це було творіння короля Арагона Педро I, яке святкувало свою перемогу в битві при Алькоразі 1096 року. Казали, що святий Юрій дивом з'явився на полі битви і в кінці були чотири відрубані голови сарацинських царів; таким чином червоний хрест і білий фон Хреста Святого Брія та голови чотирьох маврів. Сардино-Пізька традиція приписує герб до прапора Папи Бенедикта VIII, коли пізанці допомогли сардинцям в конфлікті з сарацинами з Мусетто, які намагалися підкорити італійський півострів і Сардинію. Цей прапор, однак, має перевернуті кольори і на ньому немає голів.
До заснування Королівства Сардинія правителі острова були відомі як архонти (ἄρχοντες грецькою мовою) або судді (iudices на латині, judikes на сардинському, giudici італійською). З ІХ століття острів був організований в один «Judicatus». Після завоювання Сицилією мусульманами у ІХ столітті візантійці, які раніше правили Сардинією, не змогли захистити свою провінцію на далекому заході. Ймовірно, до влади прийшов місцевий знатний рід, який все ще називав себе васалом візантійців, але був незалежним «де-факто», оскільки спілкування з Константинополем було дуже складним. На початку ХІ століття іспанські мусульмани зробили спробу завоювати острів. Ми маємо дуже мало записів про цю війну, лише у літописах Пізи та Генуї. Християни перемогли, але після цього попереднє Сардинське королівство було повністю підірване і розділене на ще чотири маленьких королівства: Кальярі, Арборею, Галлуру та Торрес або Логудоро; кожне мало власний герб. Коли з призначенням короля Арагону королем Сардинії острів знову став єдиним об'єднаним королівством, вижив лише Джудікат Арборейський і протягом століття вів боротьбу з Сардинським королівством за першість.
За деякими даними, прапор походить від перемоги Алькораза 1096 р., Пов'язаний з короною Арагону та представляє іспанську Реконкісту проти маврів, які займали більшість Піренейського півострова. Він складається з хреста Святого Юрія, також символу хрестоносців, що воюють одночасно на Святій Землі, і чотирьох відрізаних голів, що представляють чотири великі перемоги в Іспанії арагонцями: повторне завоювання Сарагоси, Валенсії, Мурсії та Балеарських островів. За іншими (Маріо Вальдес і Коком) маври символізують єгипетського святого Маврикія, замученого за часів Діоклетіана, і зображені таким чином із зав'язаними головами у незліченних гербах у франко-німецьких областей. Навіть святий Віктор Марсельський, який був із того самого фіванського легіону, яким командував Моріс, і уникнув децимації, представлений чорношкірим з пов'язкою на лобі, як у Великому вівтарі Талліннської церкви Святого Миколая зараз у Художньому музеї Естонії, Таллінн. Спільна традиція, яка пов'язує історії двох святих, свідчить про те, що символ був розроблений між кантоном абатства Сен-Моріс у Вале (Швейцарія) та абатством Святого Віктора в Марселі; кожен був побудований на місці мучеництва відповідного святого. Між 1112 і 1166 роками графство Прованс перебувало під безпосереднім контролем королів Арагону, і до 1245 року правили нащадки тієї ж династії. Слід також зазначити, що абатство святого Віктора Марсельського мало значний майновий та політичний вплив у Сардинії, особливо в Юдикаті (королівстві) Кальярі, з ХІ по ХІІІ століття. Існують агіографії багатьох «святого Віктора», пов'язаних з фіванським легіоном, як Віктора Ксантенського або Віктора Солотурнського та з переслідуваннями Діоклетіана та Максиміна II, як Віктора Мавра з Мілана, Віктора з Пучсерди, Іспанія, ймовірно, натхненного тим самим мучеником.
Однак чотири маври стали символом Королівства Сардинія при його заснуванні, корсиканський прапор датується тією самою епохою, і з часом став прапором острова та його народу. У будь -якому випадку, значення символів, або двох святих воїнів, або відрізаних маврських голов, робить його емблемою воюючого християнства, хрестоносця в широкому розумінні цього терміну, що виникло в історичний період гострого конфлікту між ісламом і християнством, в якому Сардинія брала повну участь.

## Сучасне використання

Герб автономної області Сардинія з пов'язкою, що закриває очі.

Партія дій Сардинії була заснована в 1921 році і прийняла чотири маври як свій символ. Цілком можливо, що це історично трактувалося як ікона чотирьох суддів, як стверджував Антоніо Ера, професор Університету Сассарі та Регіональної ради 19 червня 1950 р. Під час обговорення регіональної ради перед голосуванням оголосити чотири маври офіційним прапором Сардинії. Ера розкритикував прапор, заявивши:
Майте на увазі, що емблема «чотирьох маврів» не є, як кажуть, чотирма суддями, на яких Сардинія була розділена дев'ять століть тому, коли вона була вільною та незалежною: це помилка історичного тлумачення, і тому це не очевидно і не обов'язково виберіть саме таку емблему. Це, так, популярний герб і освячує багатовікову традицію Сардинії, як згадується в порядку денному, але це не дуже сардинська емблема, як це зазвичай уявляють
Ця промова засудила той факт, що прапор не був сардинського походження, але це також документальне свідчення народного почуття, що він читав його в середньовічній історії Джудікаті. З іншого боку, історія Джудікаті розвивалася переважно після перемоги морських республік над сарацинами, що дозволило розвинути чотири маленьких королівства, а збіг було чітко виражено чотирма маврами.
Із численних сепаратистських партій, що діють на острові, незначна партія сардистів (IRS) не визнає прапор як історично репрезентативний для Сардинії та її населення через її походження ще з часів правління Арагону. Така партія вважає за краще використовувати прапор викоріненого дерева, герб судді Арбореї, що вважається останньою автохтонною державою Сардинії, як прапор партії. Однак викорінене дерево також є арагонською емблемою Собрарбе і, незважаючи на глибокі дослідження, також могло виникнути як частина завоювання Арагони.

## Хронологічна галерея

### Корона Арагону
Чотири маври вже представляють Королівство Сардинія, але слідів на острові не виявлено.

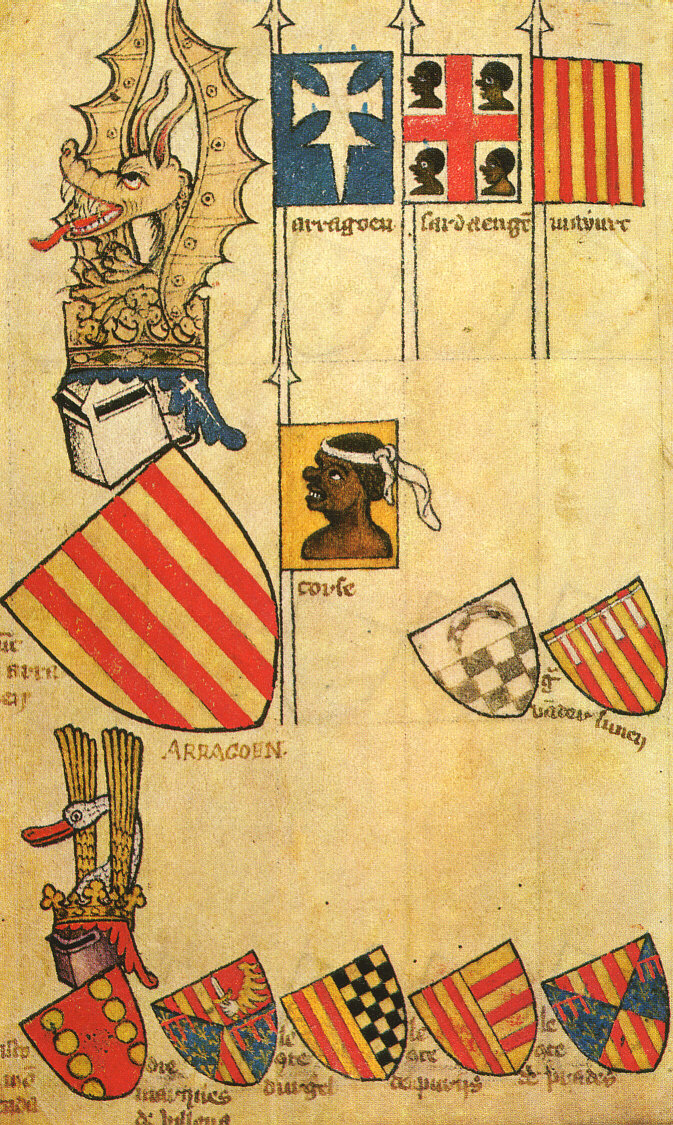
Гербовник Герле, С. 62
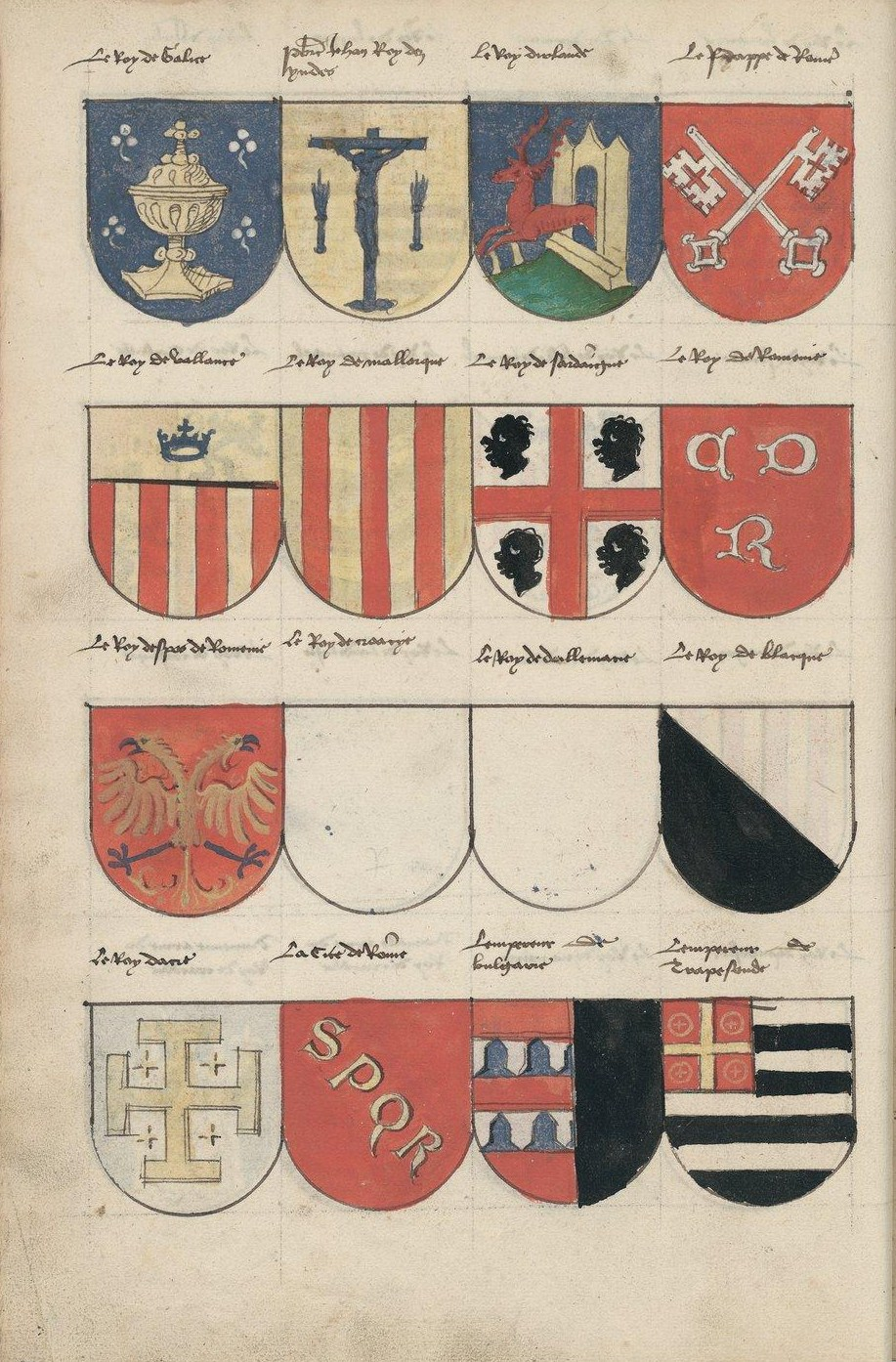
Гербовник з Лотарингії (Франція), 1450 рік

### Імперська ідеологія Карла V, рід Габсбургів, маленьке королівство у величезній імперії
Чотири болота частіше з'являються на гравюрах, картинах, артефактах як на Сардинії, так і у всіх публікаціях, геральдичних старовинах.

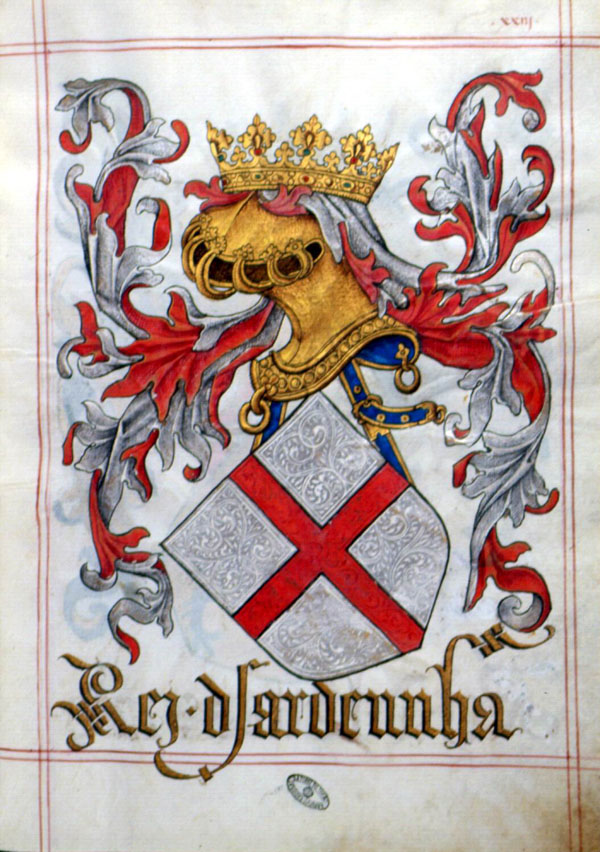
1509, португальський гербовник "Livro do armeiro-mor", Лісабон
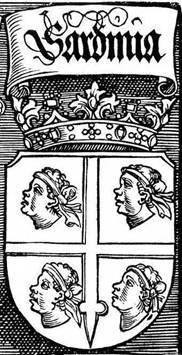
1515 р. Від тріумфальної арки імператора Максиміліана I Альбрехта Дюрера
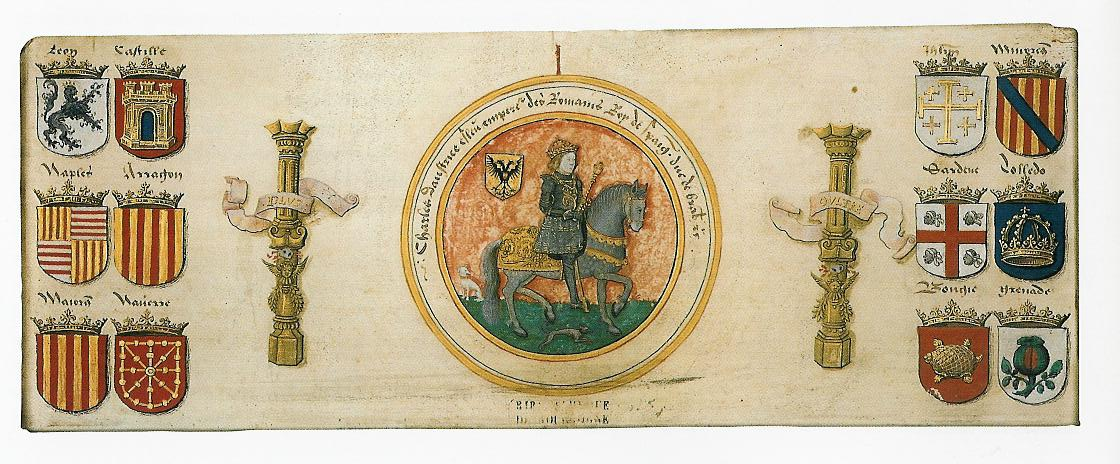
Герби імператора Карла V та його королівств
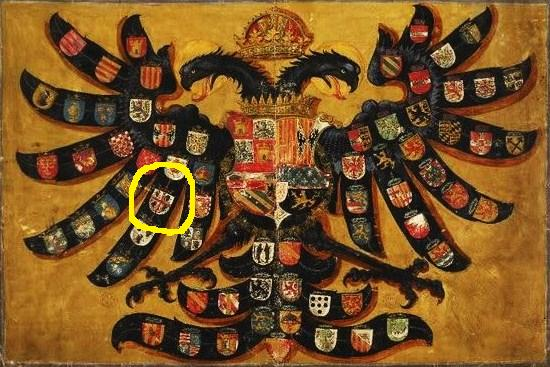
Імперський орел Карла V
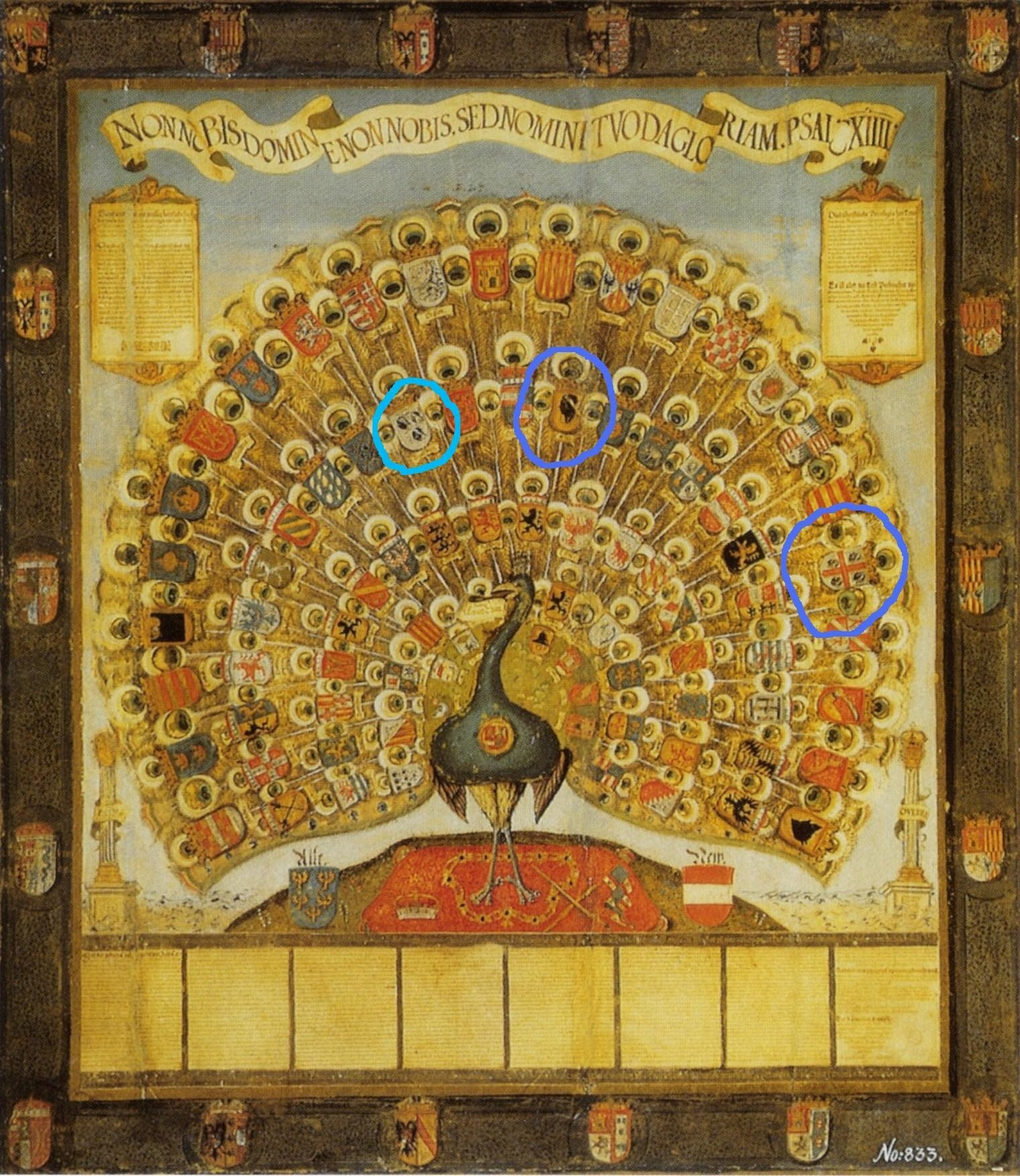
1555 - Інсбрук, павич династії Габсбургів
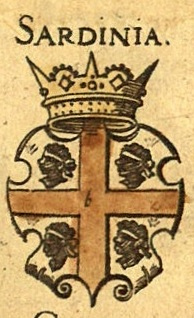
1555 Вергілій Соліс
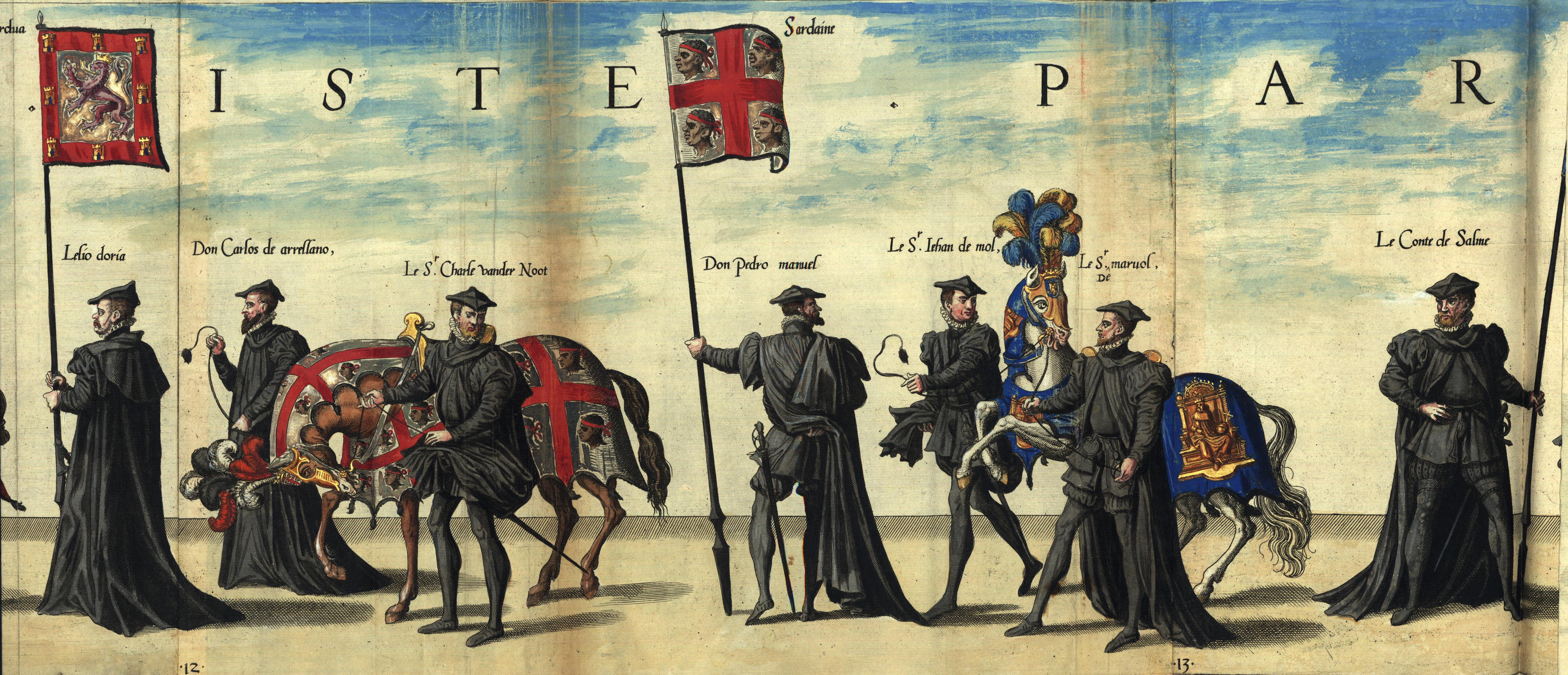
1559 р. Похоронний кортеж Карла V у друкованій книзі.
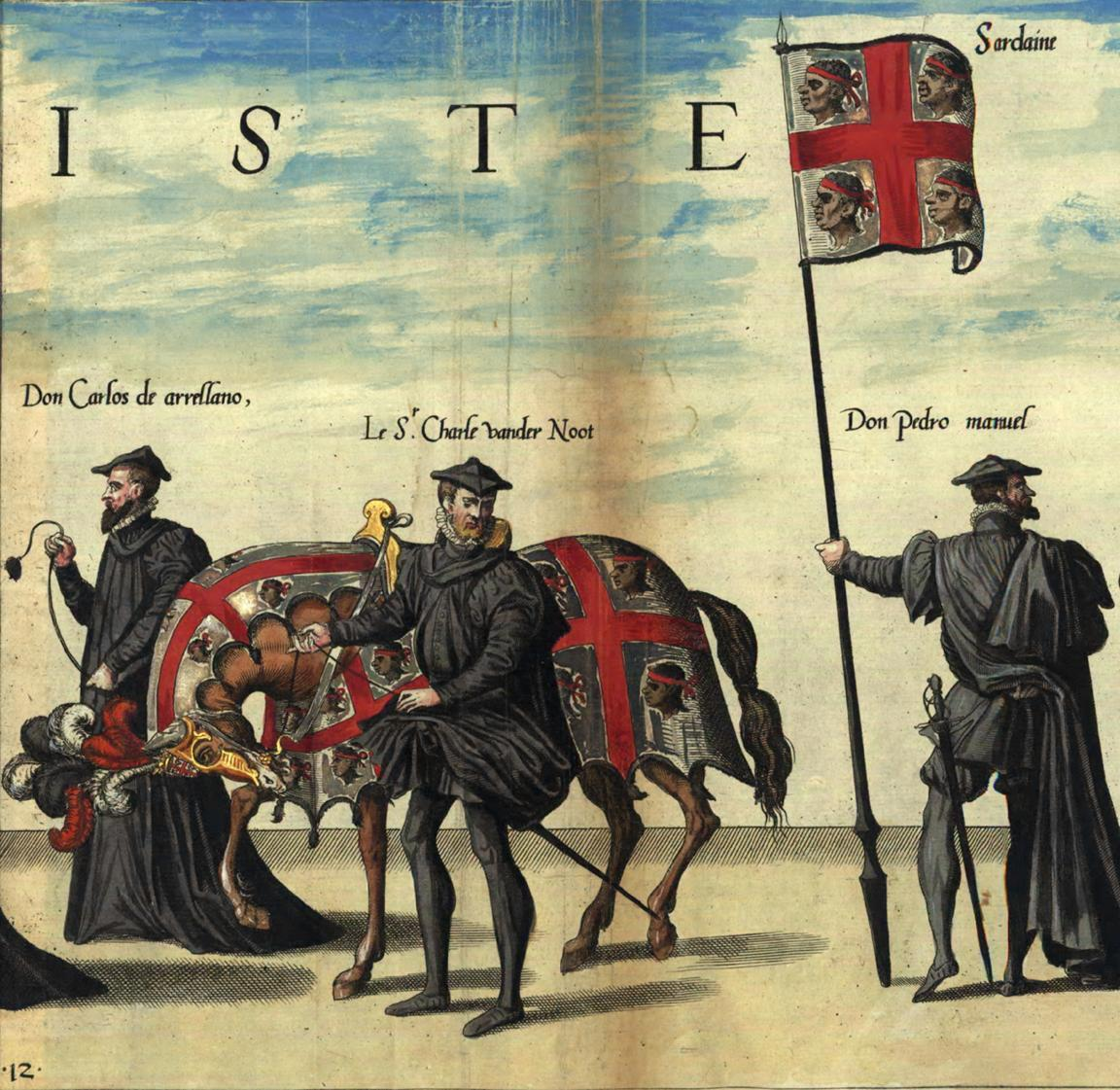
деталь
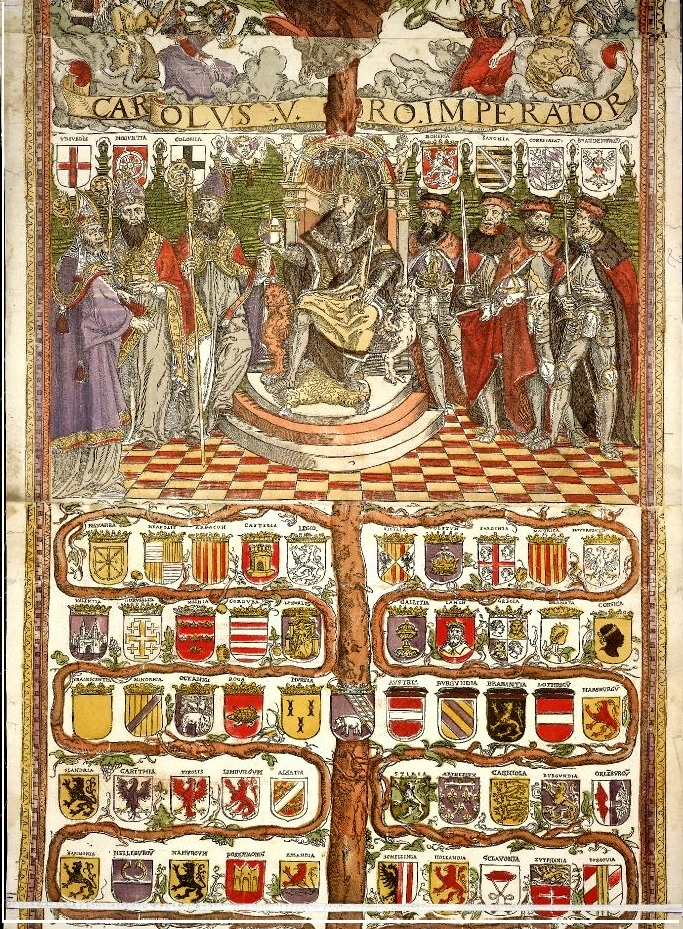
Генеалогічне дерево роду Габсбургів, Роберт Періл, 1540 рік

### Рід Габсбургів (іспанська гілка)

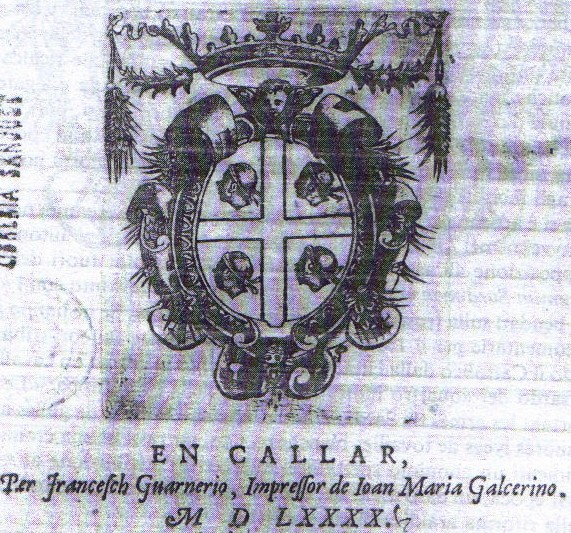
1590 р. Ф. Гуарнеріо, Капітолії де корти дель Стамент Мілітар де Сарденя, Кальярі, вперше зафіксовано використання на Сардинії.
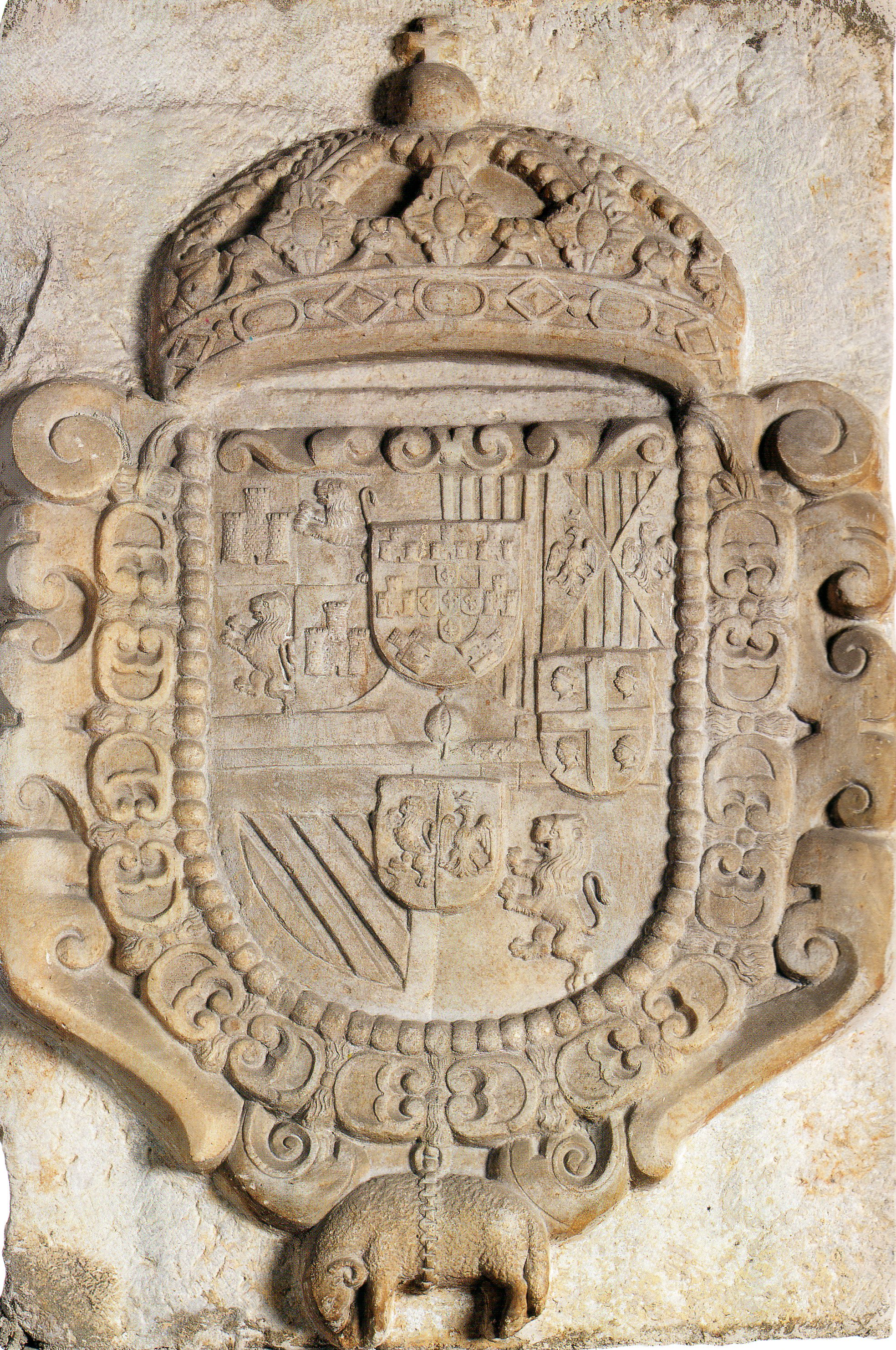
16 століття, Сассарі (Сардинія), Палаццо Дукале, герб Філіппа II Іспанського
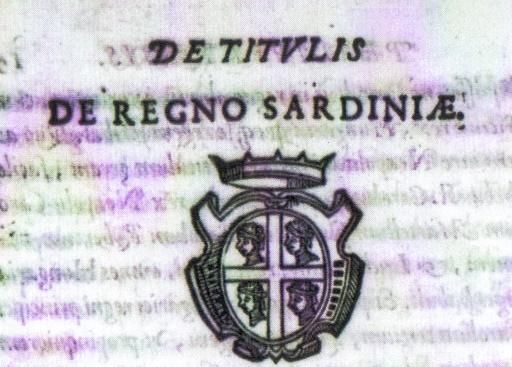
1573 I. Mainoldi Galerati, De titulis Philippi Austrii Regis Cattolici Liber, Бононія
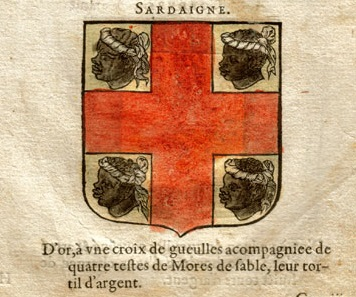
Х. Де Бара, Le Blason des Armoires, Ліон
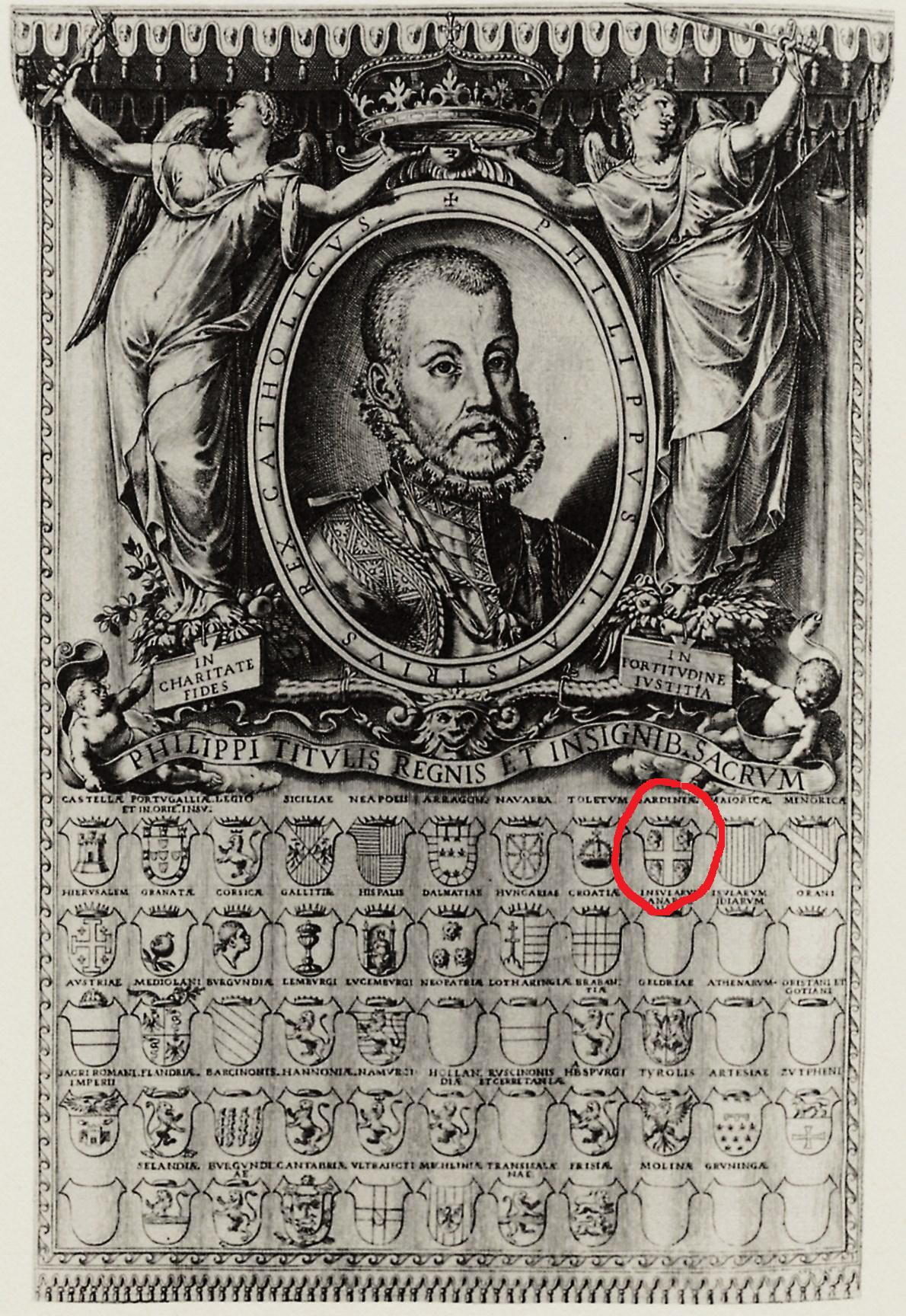
1585 р., Портрет Філіпа II Іспанського Агостіно Карраччі
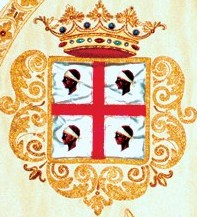
1607, герб Університету Кальярі
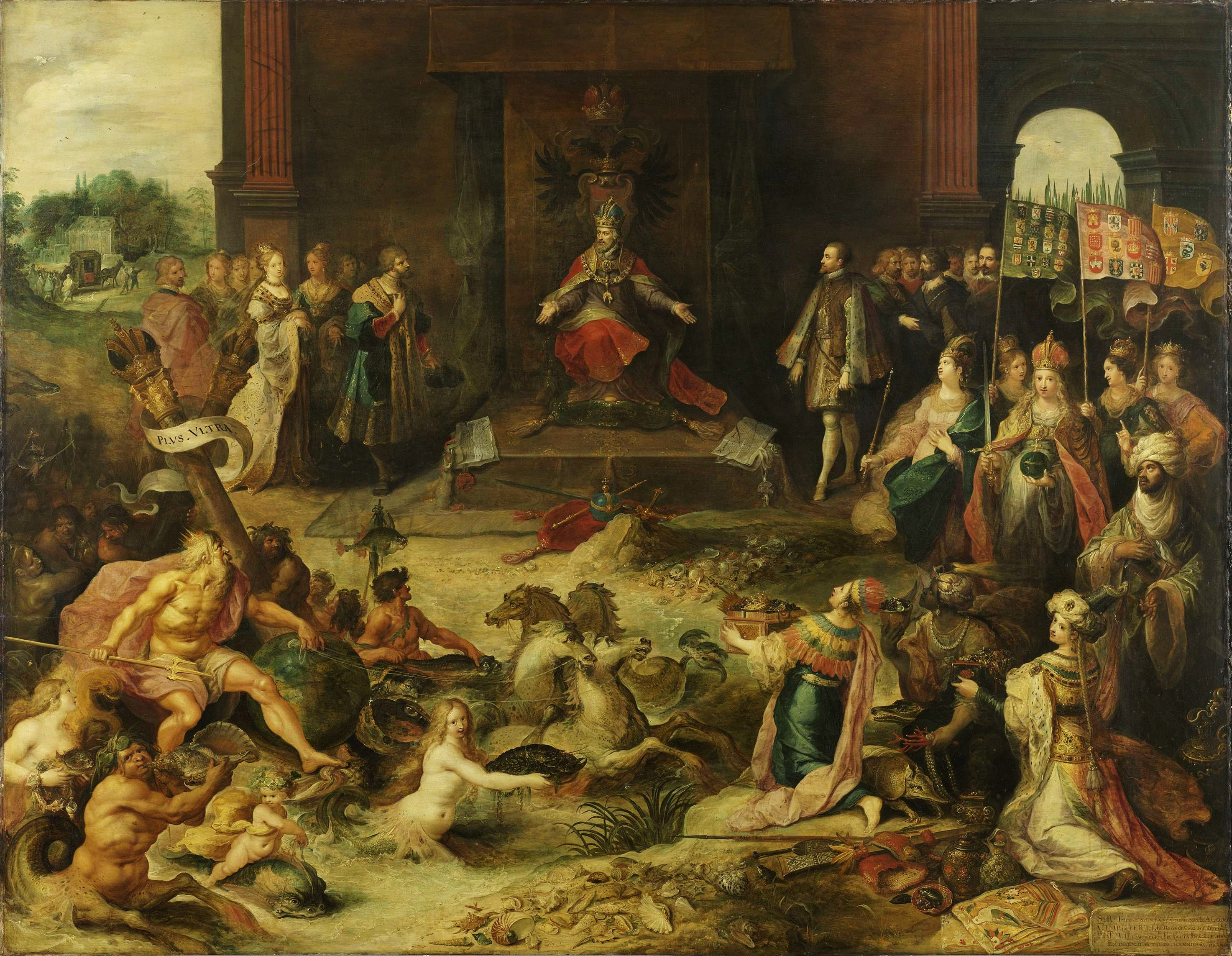
Франс Франкен II (1581-1642), зречення імператора Карла V, Рейксмузей, Амстердам
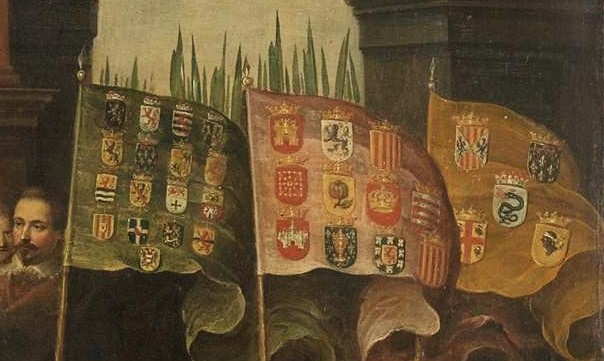
деталь
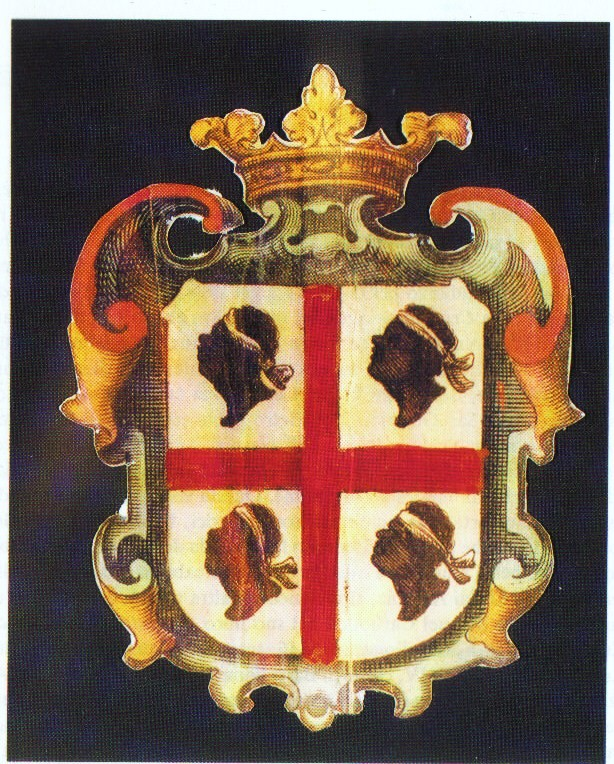
1640 з географічної карти
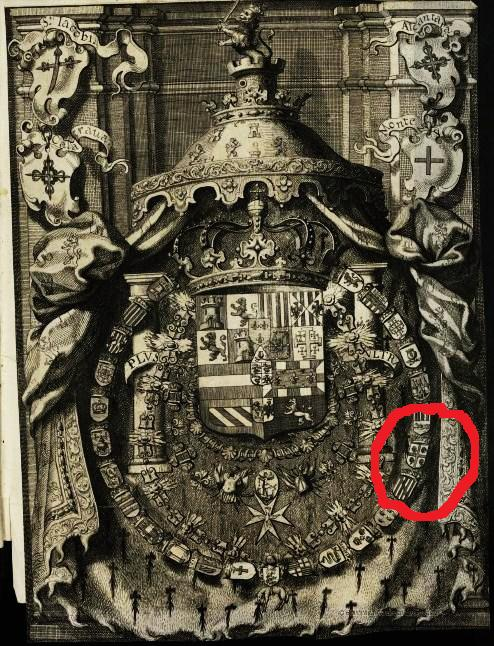
1700, Descripciones de todos los reyes de España, Josè Delitala y Castelvì, conde de Villasalto
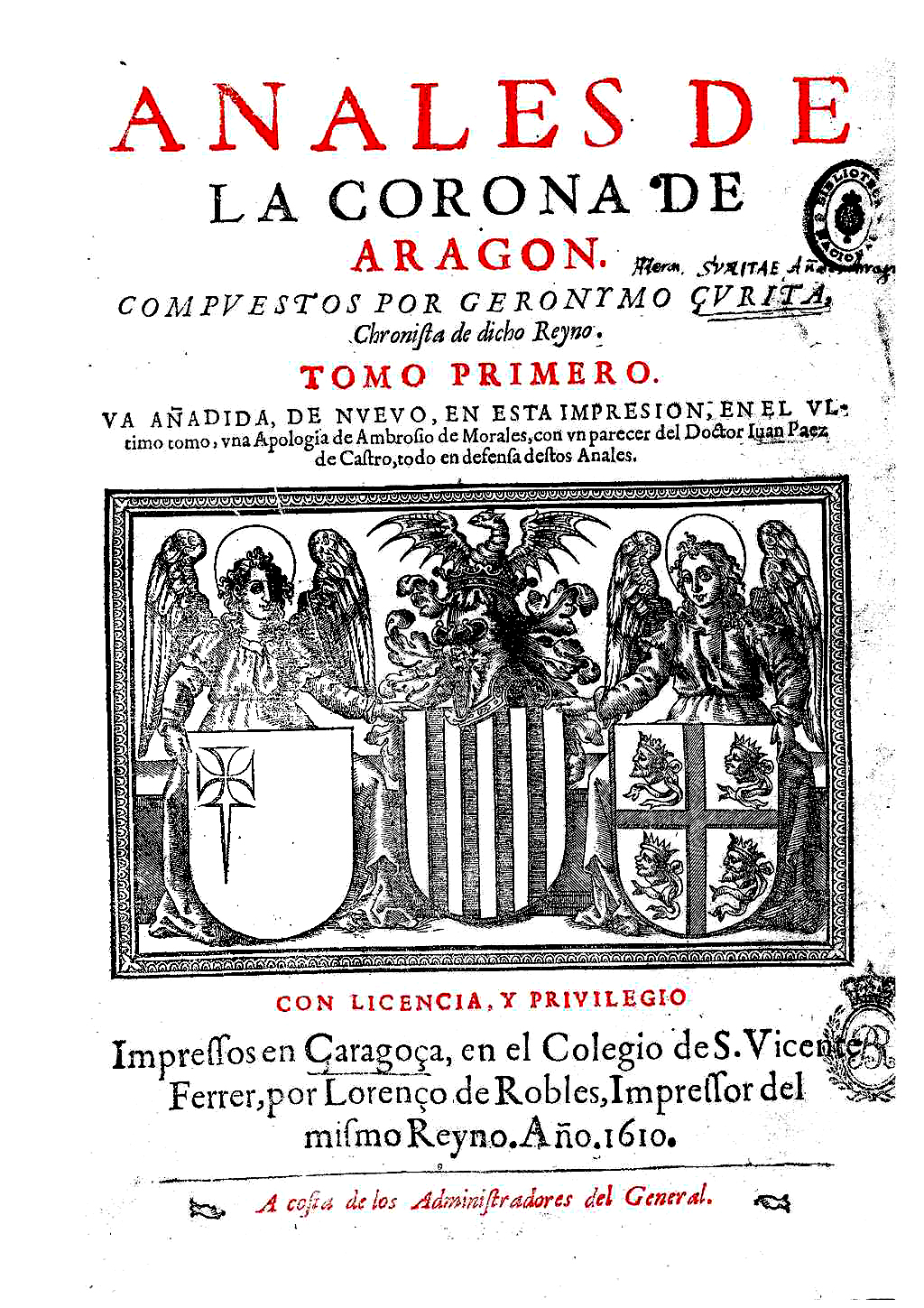
Портада де лос Аналес де ла Корона де Арагон. Чотири маври також стали гербом Арагону, увінчаними бородою.
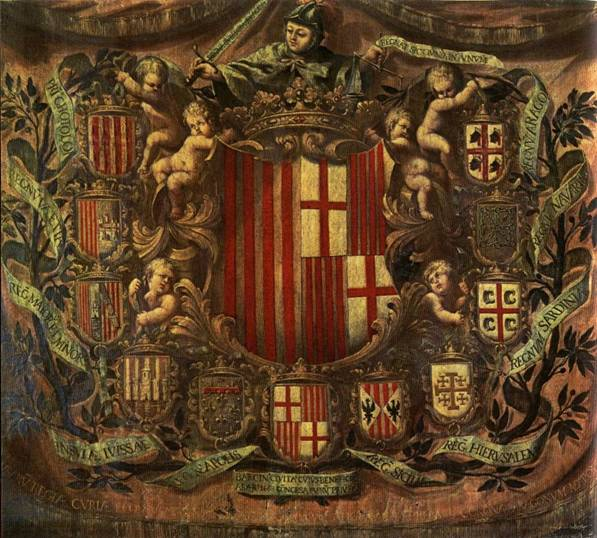
Іконографія 4 -х сардинських маврів очевидно походить від 4 -х маврів Арагону, вінчаних і бородатих.

### Художники дико дивляться з острова

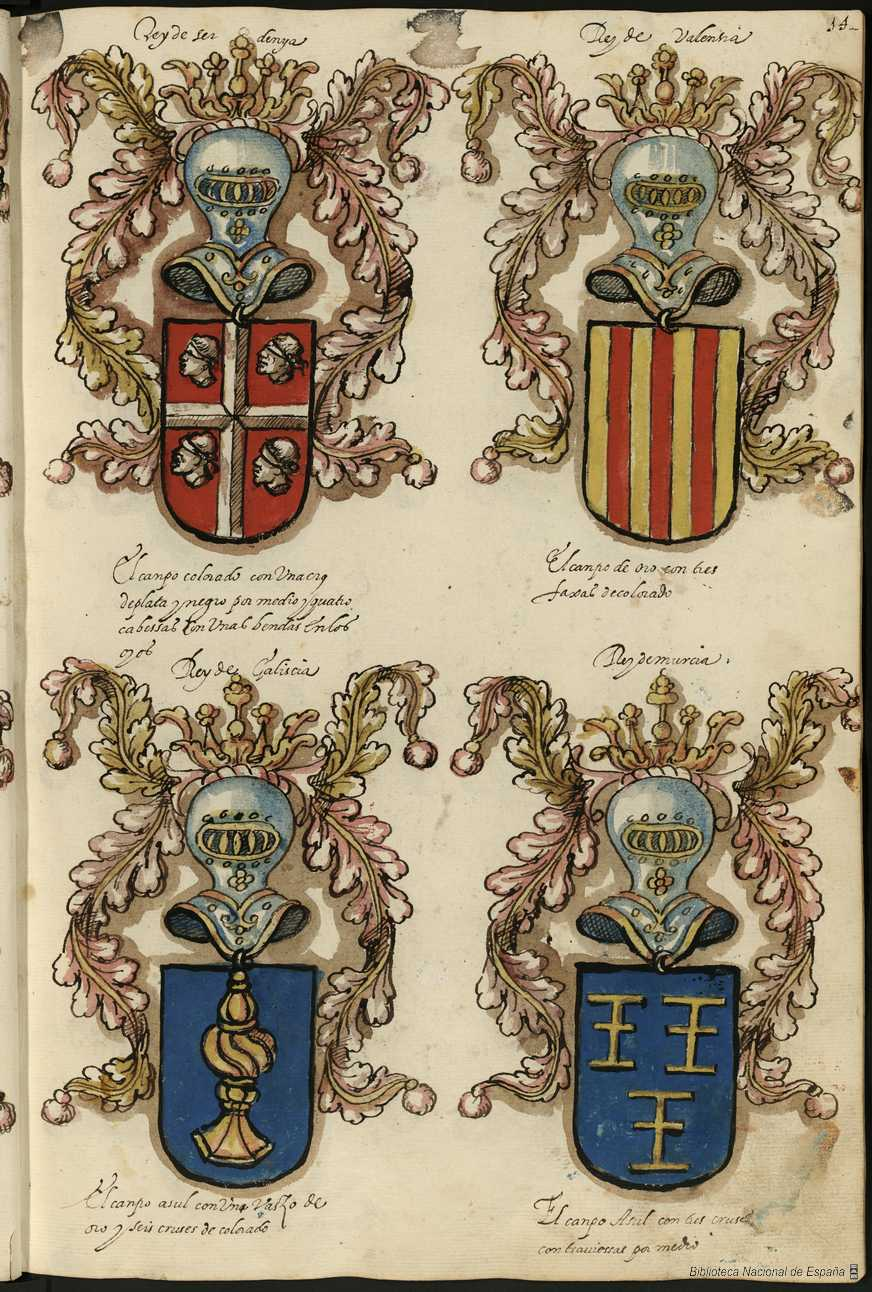
16 століття, "Libro de armas y blasones de diversos linajes y retratos", з перевернутими кольорами.
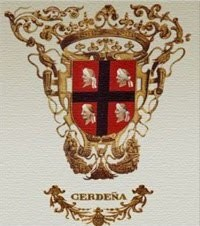
1635, Зурбаран і Веласкес, палац Буен Ретіро, Мадрид, знову перевернуті кольори
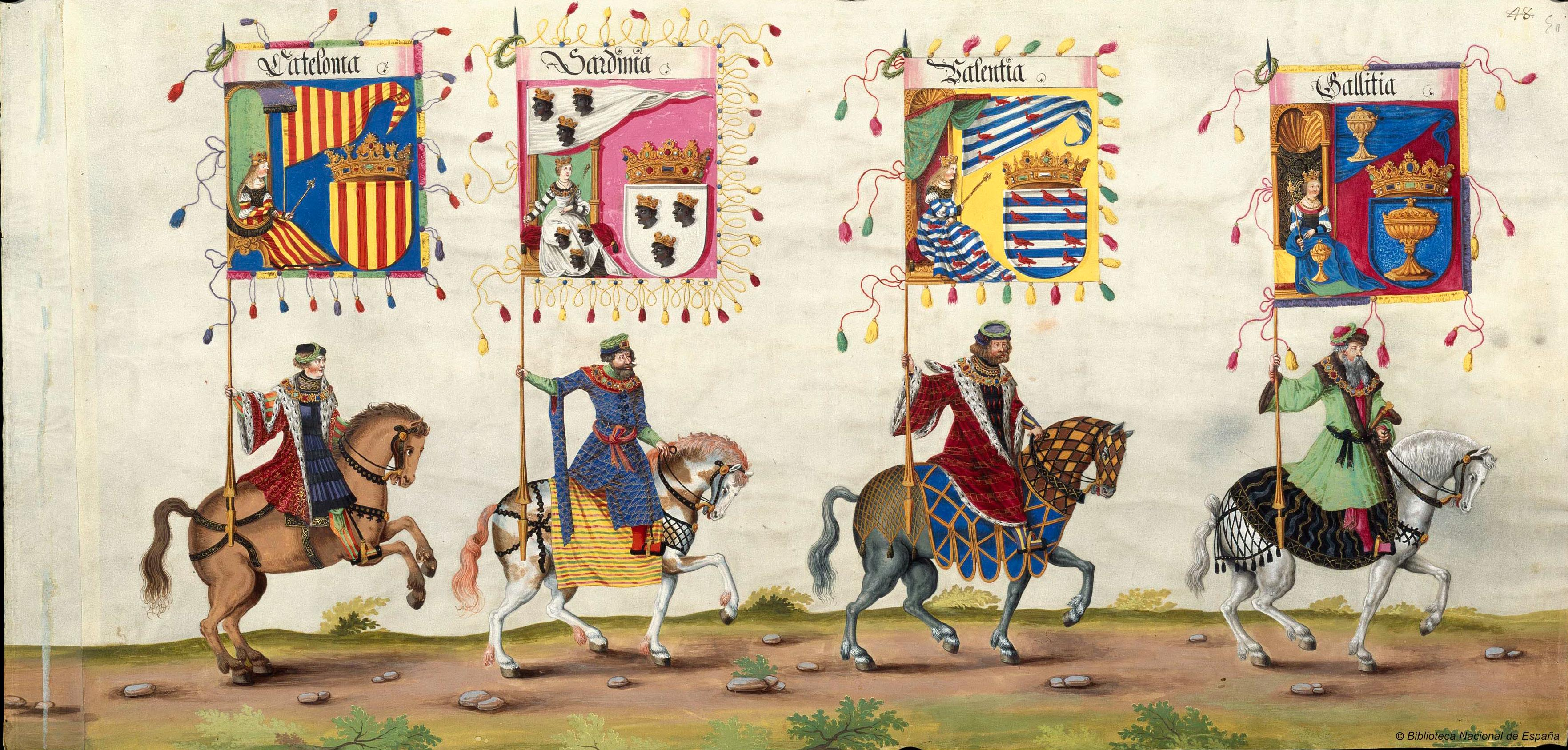
"El Triunfo del Emperador Maximiliano I", 17 століття ?, чотири маври стали трьома у друкованій книзі з австрійського району.

### Савойський дім
Оскільки титул короля Сардинії був єдиним, хто надав правлячій династії заповітного титулу, герб посилюється і розвивається і накладається на емблеми інших регіонів, якими керує Савойський дім.

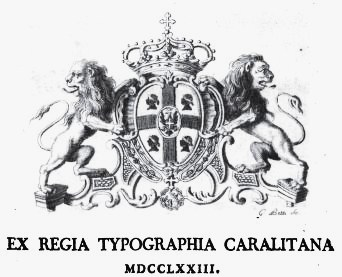
1773, Герб Сардинського королівства
Прапор Сардинії (1799–1802)
Прапор Сардинії (1785–1802)
Прапор Сардинії (1802–1814)
Військовий прапор Сардинії (1802–1814)
Громадянський прапор та цивільний прапор Сардинії (1816-1848)